# Onze Sambas e uma Capoeira
Onze sambas e uma capoeira é o primeiro álbum do compositor e zoólogo Paulo Vanzolini. 
Publicado em 1967, contém alguns sucessos do compositor, como "Ronda" e "Volta por Cima", já gravados anteriormente por outros artistas. Contém a participação de muitos artistas, como Chico Buarque, Adauto Santos e Mauricy Moura, como intérpretes, e Toquinho e Antônio Porto Filho, como arranjadores.

## Faixas
| N.º            | Título                    | Intérprete         | Duração |  |
| 1.             | "Samba Erudito"           | Chico Buarque      | 2:19    |  |
| 2.             | "Amor de trapo e farrapo" | Mauricy Moura      | 2:35    |  |
| 3.             | "Chorava no meio da rua"  | Cristina           | 2:31    |  |
| 4.             | "Juízo final"             | Adauto Santos      | 2:43    |  |
| 5.             | "Ronda"                   | Cláudia Morena     | 3:22    |  |
| 6.             | "Napoleão"                | Luiz Carlos Paraná | 2:43    |  |
| 7.             | "Capoeira do Arnaldo"     | Luiz Carlos Paraná | 4:16    |  |
| 8.             | "Praça Clóvis"            | Chico Buarque      | 2:00    |  |
| 9.             | "Cravo branco"            | Adauto Santos      | 2:53    |  |
| 10.            | "Morte e paz"             | Cláudia Morena     | 3:05    |  |
| 11.            | "Leilão"                  | Luiz Carlos Paraná | 2:33    |  |
| 12.            | "Volta por Cima"          | Mauricy Moura      | 2:31    |  |
| Duração total: | Duração total:            | Duração total:     | 33:36   |  |

## Equipe
- Antônio Pecci Filho (Toquinho) - arranjo
- Antônio Porto Filho (Portinho) - arranjo